# На паузу
| Оценки критиков | Оценки критиков |
| Источник        | Оценка          |
| --------------- | --------------- |
| InterMedia      | [ 1 ]           |

«На паузу» — тринадцатый студийный альбом российской певицы Анжелики Варум, выпущенный 23 ноября 2018 года. 
В альбоме представлено три дуэта: «На паузу» с Леонидом Агутиным, «Солнце» с Гошей Куценко и «Сказка» с виолончелистом и участником шоу «Голос» Георгием Юфа. До релиза альбома было выпущена два сингла: «Девочки умеют» и «Ливни»; на них, а также на песню «На паузу», были сняты видеоклипы.
Альбом был выпущен в цифровом формате, а также в формате компакт-диска ограниченным тиражом.

## Отзывы критиков
Алексей Мажаев из InterMedia охарактеризовал альбом «На паузу», составленный из «созвучных душе Варум» песен, как довольно разноплановый и весьма хитовый, а также не имеющий проходных песен. Вдобавок он отметил, что Анжелика Варум в альбоме очень многогранна, а альбом сочетает в себе обилие всяких «музыкантских штучек», которые обычно не слышны так называемому «широкому зрителю», и вполне дружественное отношение к этому самому зрителю, жаждущему запоминающихся песен. 
Борис Барабанов в обзоре для «Коммерсанта», написал, что артистка сделала гораздо менее предсказуемый альбом, чем альбом её супруга Леонида Агутина «50». По его мнению, певица справляется и с крепко сбитыми танцевальными номерами и с увесистыми балладами с блеском и достоинством.

## Список композиций
| №                   | Название                                   | Автор(ы)                                           | Длительность |
| ------------------- | ------------------------------------------ | -------------------------------------------------- | ------------ |
| 1.                  | «Девочки умеют»                            | Катерина Роговая                                   | 4:10         |
| 2.                  | «Когда-нибудь»                             | Сергей Королёв                                     | 4:18         |
| 3.                  | «Минус 20»                                 | Катерина Роговая, Сергей Королёв                   | 3:34         |
| 4.                  | «Касайся»                                  | Татьяна Решетняк                                   | 3:42         |
| 5.                  | «Солнце» (совместно с Гошей Куценко)       | Гоша Куценко, Руслан Лукьянов                      | 5:04         |
| 6.                  | «Мост»                                     | Карен Кавалерян, Владимир Пресняков                | 4:23         |
| 7.                  | «На паузу» (совместно с Леонидом Агутиным) | Мария Якубовская, Вячеслав Бодолика, Леонид Агутин | 4:32         |
| 8.                  | «Ливни»                                    | Катерина Роговая                                   | 3:41         |
| 9.                  | «Сказка» (совместно с Георгием Юфа)        | Наталия Юфа, Станислав Яшвили                      | 5:14         |
| 10.                 | «Спи»                                      | Катерина Роговая                                   | 3:45         |
| Общая длительность: | Общая длительность:                        | Общая длительность:                                | 42:23        |

## Участники записи
- Анжелика Варум — вокал, продюсирование
- Chinkong (Владимир Чиняев) — саунд-продюсер, аранжировка (1-8, 10), сведение, мастеринг
- Алексей Батыченко — труба (2, 7)
- Руслан Лукьянов — труба (5)
- Владимир Чиняев — фортепиано (6)
- Станислав Яшвили — фортепиано (9)
- Георгий Юфа — виолончель (9)